# Entenrennen

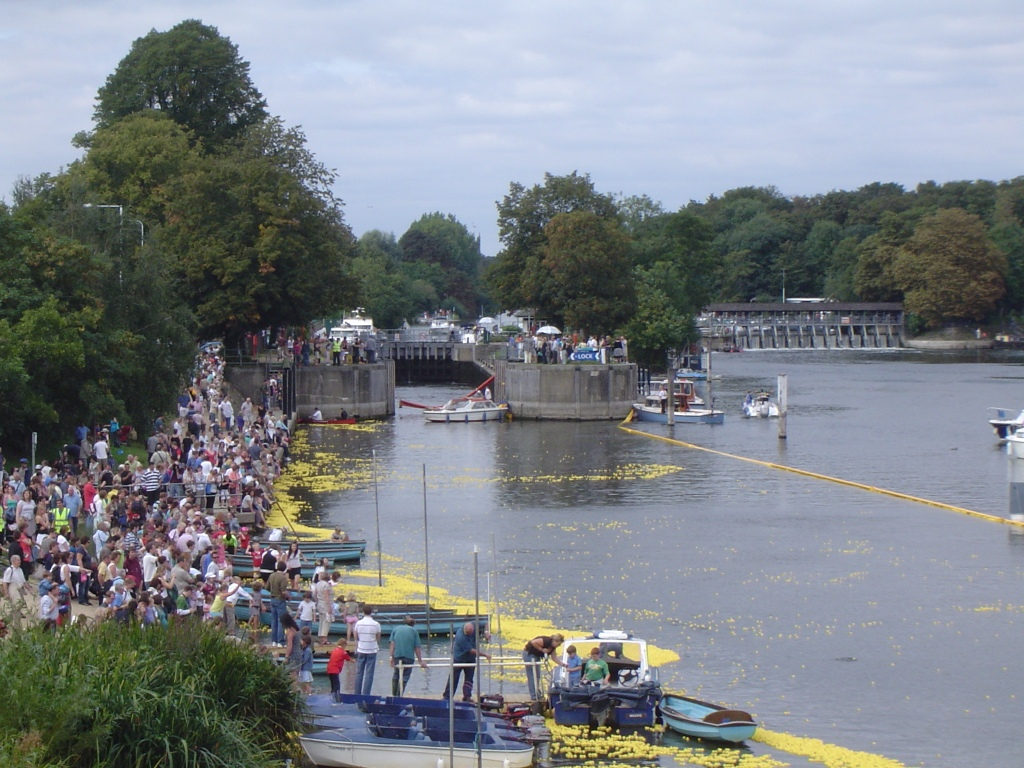
Great British Duck Race 2007 kurz nach dem Start

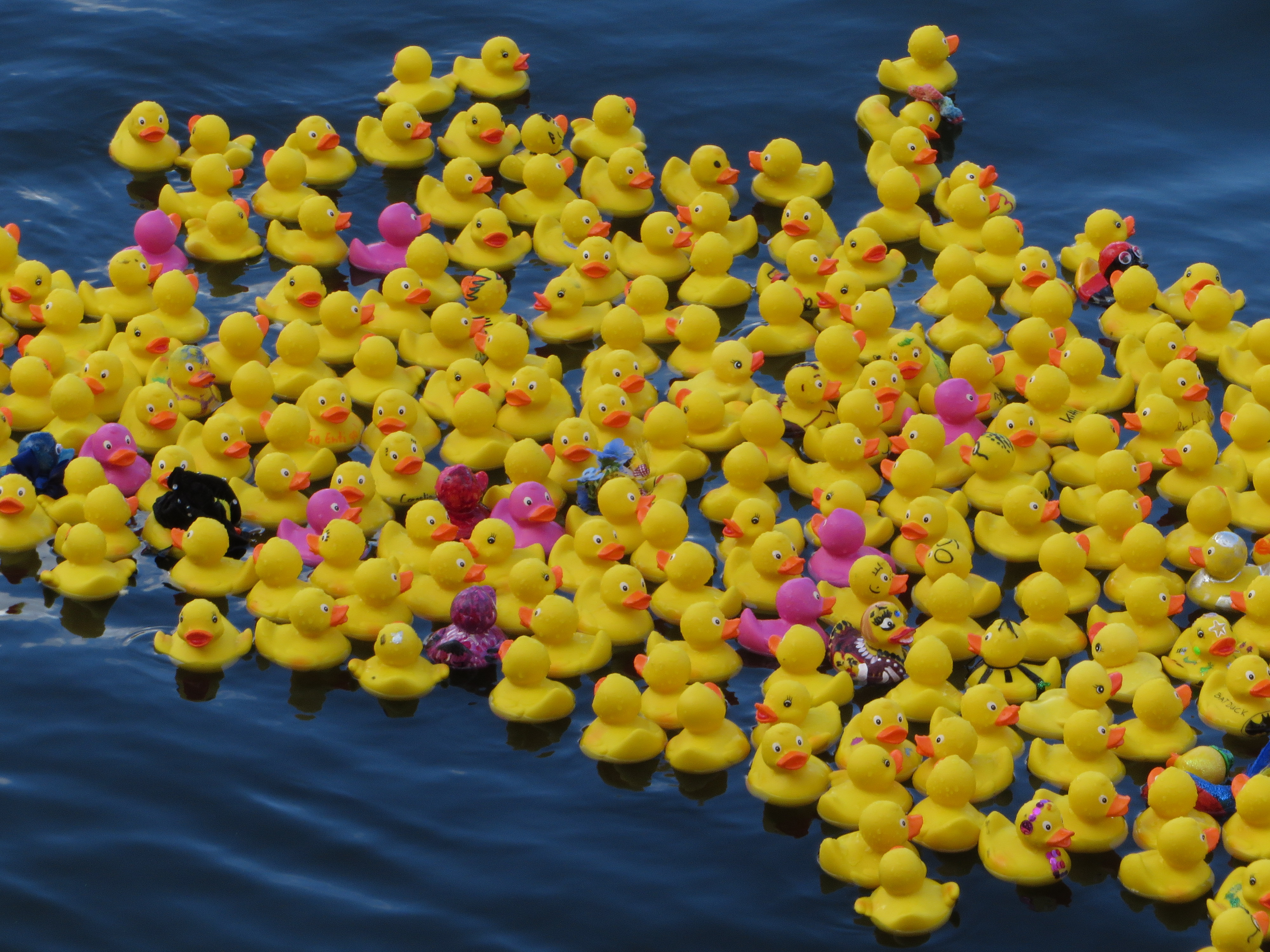
Quietscheentchen während eines Rennens in der Flensburger Förde

Ein Entenrennen ist eine Veranstaltung, bei dem einige tausend Quietscheentchen auf einem zumeist innerstädtischen Fließgewässer um die Wette schwimmen. Meist zum Fundraising veranstaltet, werden diese Enten mit Nummern versehen und so den Teilnehmern ermöglicht, für einen geringen Geldbetrag eine Ente zu „adoptieren“ und bei Sieg oder guter Platzierung der Ente Geld- oder Sachpreise zu gewinnen.
Der Erlös aus dem Erwerb der Enten fließt in die Arbeit der veranstaltenden Organisation. Rechtlich betrachtet ist ein Entenrennen in Deutschland eine Lotterie.
Das erste Entenrennen fand 1987 in Ottawa statt. In den 1990er Jahren verbreiteten sich Entenrennen durch die industrialisierte Welt. Sie gelten dabei als originelle Form des Fundraisings, bei der die Ente als Sympathieträger auch für den Veranstalter auftritt. Im Vergleich zu anderen Formen der Tombola bringt ein Entenrennen allerdings einen erheblichen Organisationsaufwand mit sich. Teilweise befürchten Veranstalter bereits Risiken, weil Entenrennen zu häufig stattfinden würden. Umstritten sind sie auch aus Umweltschutzgründen, da bei Entenrennen tausende von Plastikgegenständen in ein Gewässer eingesetzt werden, die nach Ablauf des Rennens u. U. nicht wieder vollzählig aus diesem entnommen werden.
Die Anzahl der an solchen Rennen eingesetzten Enten ist unterschiedlich, als Durchschnittswert geben Veranstalter 3.000 Enten an. Das bislang weltgrößte Entenrennen fand als Great British Duck Race am 31. August 2008 auf der Themse in London mit 250.000 teilnehmenden blauen Gummienten statt. Die Veranstalter überboten damit ihren Vorjahresrekord von 165.000 gelben Enten. Deutschlands größtes Entenrennen fand 2001 in Köln mit 50.000 Enten auf dem Fühlinger See statt. Das Rennen im Raum Trier–Saarbrücken–Schweich bekam als eines von 365 Projekten eine Auszeichnung durch die Initiative Deutschland – Land der Ideen.
2008 fanden in Deutschland mindestens 51 Entenrennen statt. Die Zahl der Zuschauer liegt im Normalfall zwischen einigen hundert und 80.000. Die Enten selbst werden dabei zunehmend zu Spezialkonstruktionen. Eine Rennente zeichnet sich unter anderem durch einen sehr flachen Boden und ein kleines Metallgewicht zur Stabilisierung aus. Außerdem besitzt sie kein Quietschventil. Diese sind mittlerweile nicht nur laufend durchnummeriert erhältlich, sondern können auch in großen Stückzahlen gemietet werden. Beim Great British Duck Race setzen die Veranstalter seit 2008 ungewöhnliche blaue Enten anstelle der traditionellen gelben ein, da es immer wieder zu Betrugsversuchen komme, bei denen Zuschauer ihre mitgebrachten Privatenten in guter Position zu Wasser ließen.